# Samsung Galaxy Z Fold3
Das Samsung Galaxy Z Fold3 ist ein faltbares Smartphone des südkoreanischen Herstellers Samsung Electronics. Das Foldable wurde am 11. August 2021 zusammen mit dem Galaxy Z Flip 3 und der Samsung Galaxy Watch 4 vorgestellt. Anzumerken ist, dass der Preis im Vergleich zum Galaxy Z Fold2 wieder verringert werden konnte.

## Design
Wie schon das Galaxy Z Fold2 besteht das Z Fold3 aus zwei Teilen, wieder mit einem Scharnier verbunden. Auf der linken Seite ist das Kameraelement untergebracht, rechts ist das äußere Display mit einer Frontkamera im Punch-Hole-Design. Im Inneren befindet sich das große Display im Tablet-Format. In der Mitte ist, ähnlich wie bei den Vorgängermodellen, eine leichte Falz zu bemerken. Im Inneren befindet sich außerdem eine zweite Frontkamera, die erstmals in einem Gerät von Samsung unter dem Display verbaut ist. Das Galaxy Z Fold3 wird in den Farben Phantom Black (Schwarz), Phantom Silver (Silber) und Phantom Green (Grün). Alle Farben sind matt.

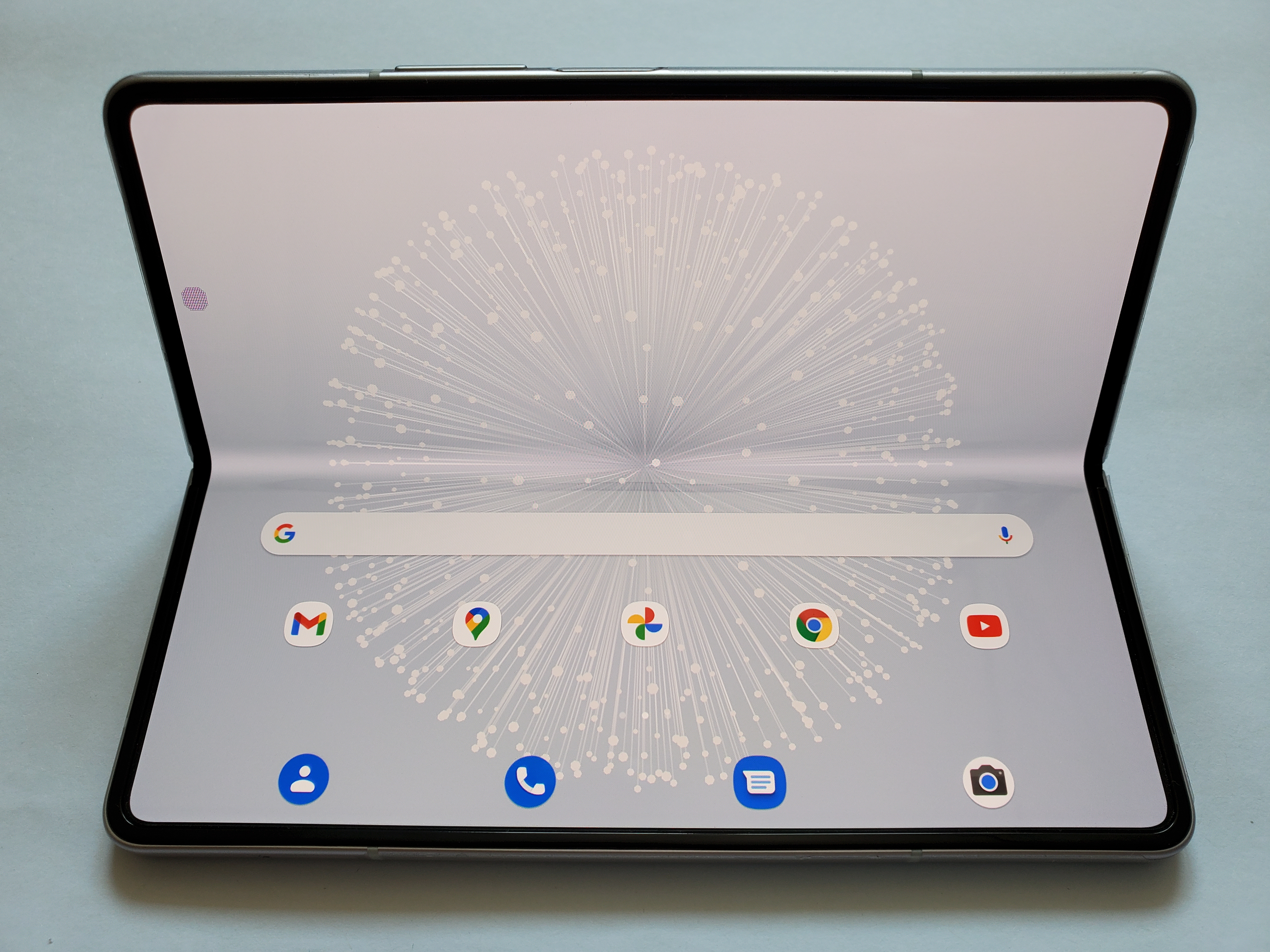
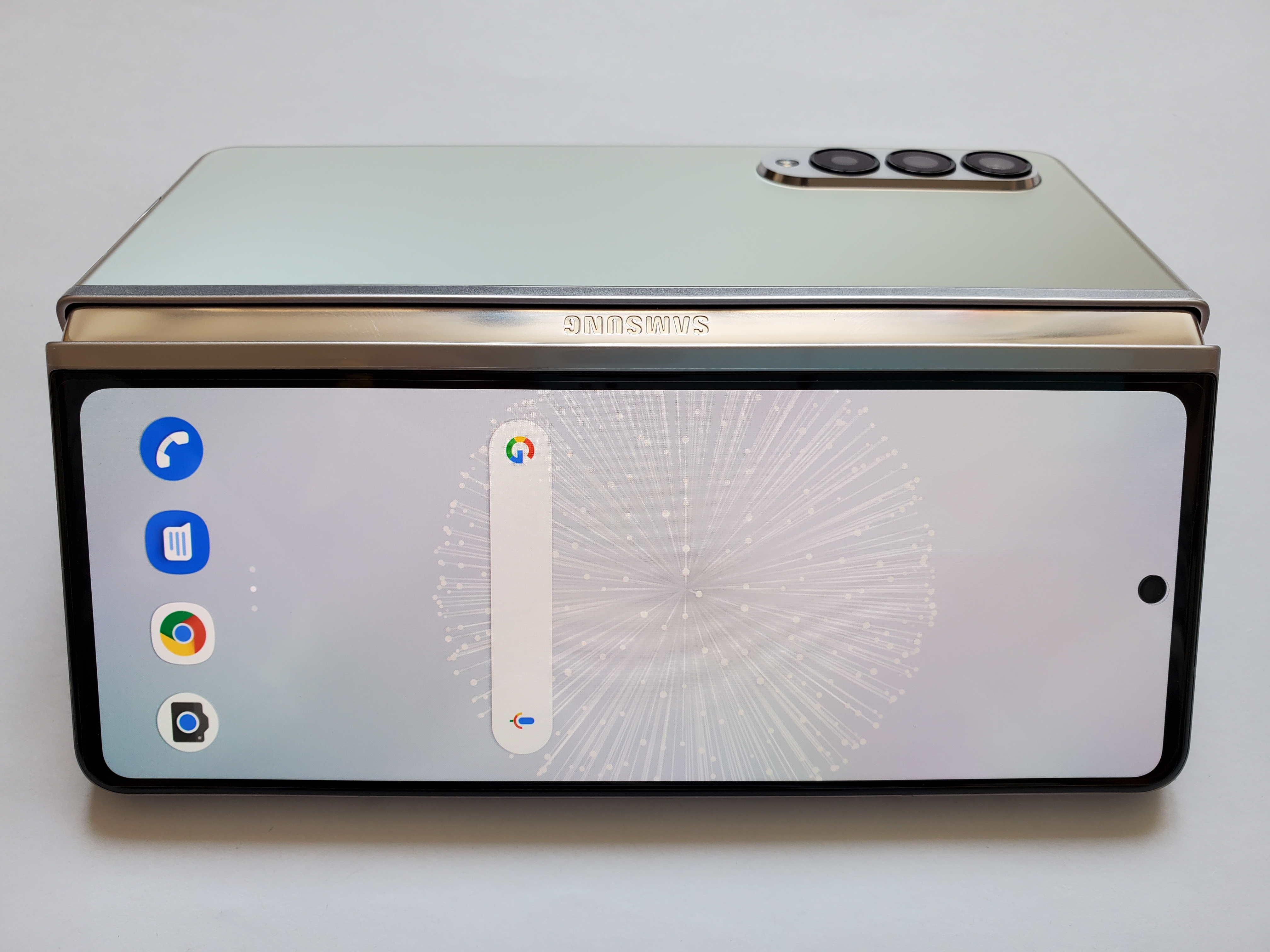
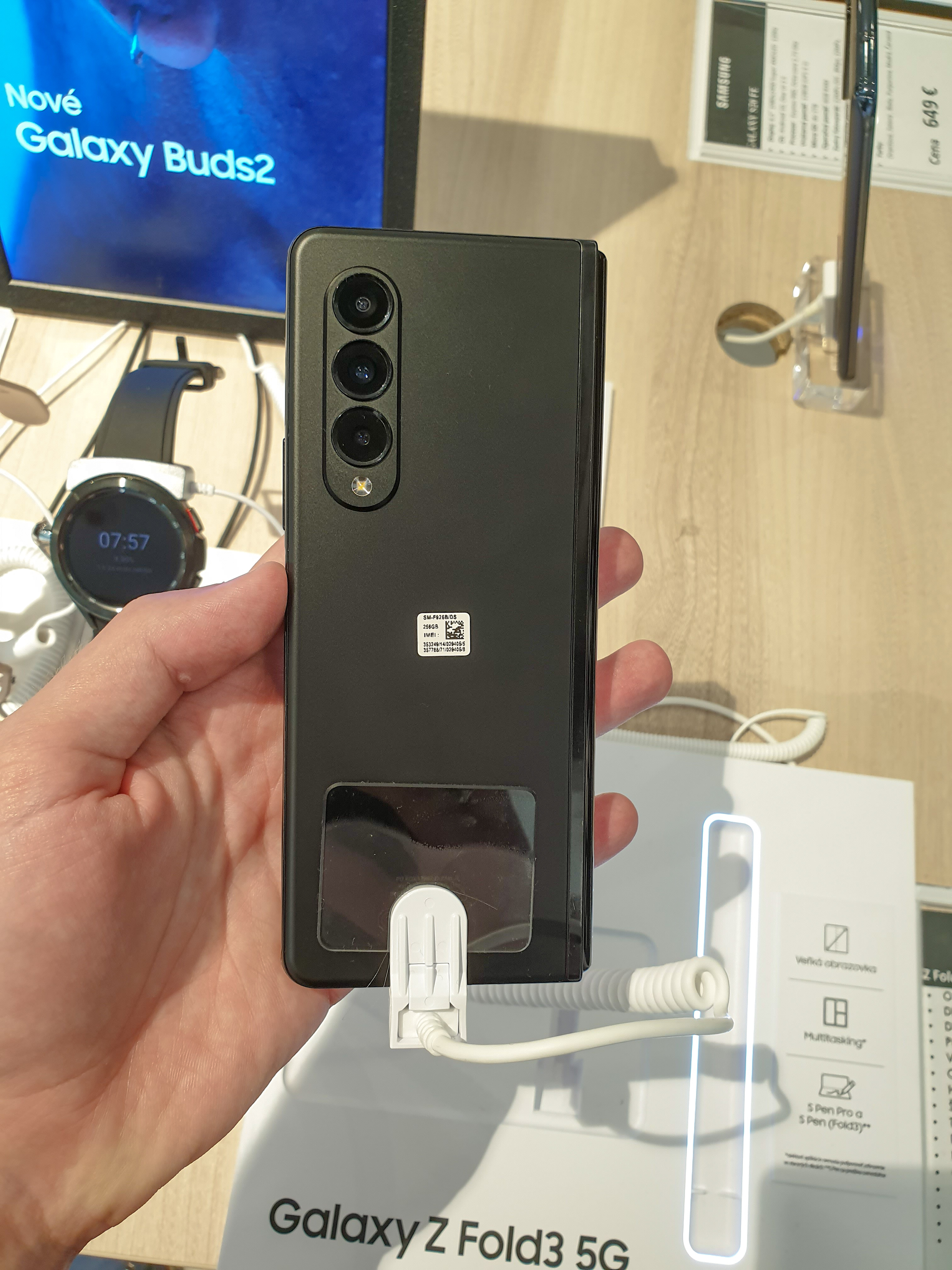
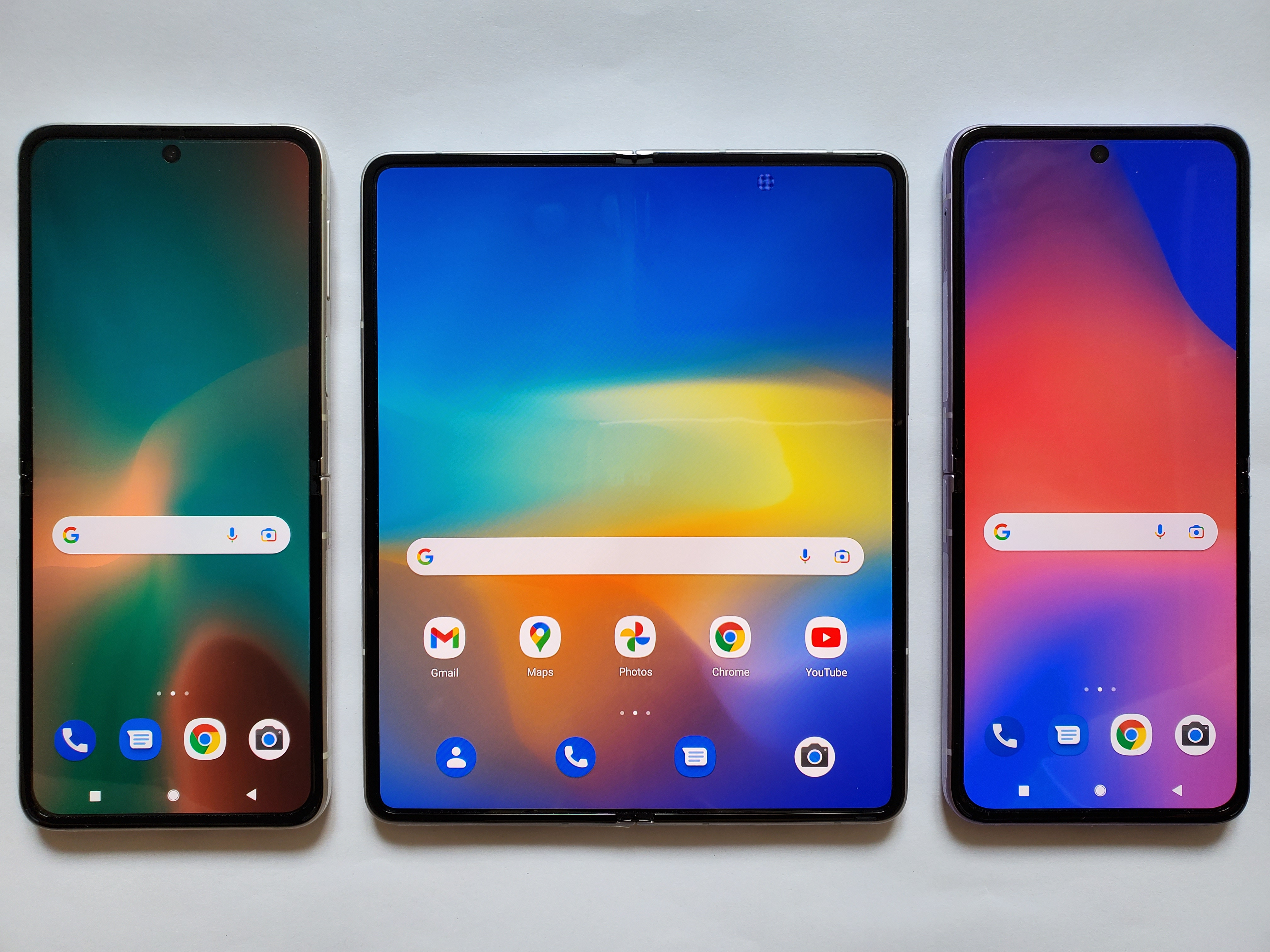
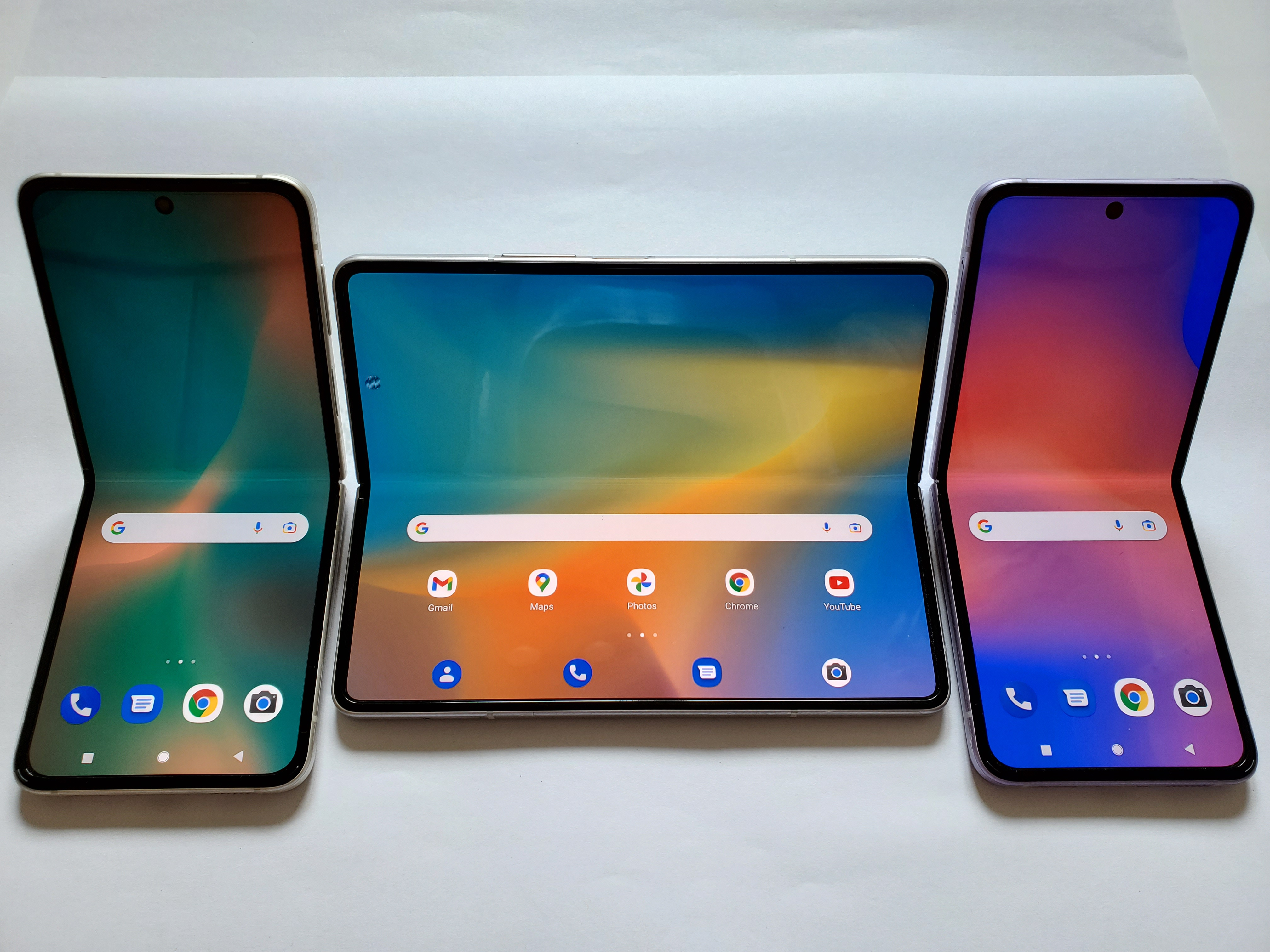

## Technische Daten

### Haltbarkeit
Das Samsung Galaxy Z Fold3 ist im Vergleich zum Vorgänger deutlich stabiler geworden. Es ist das erste faltbare Smartphone mit einer IP-Zertifizierung, ist also zertifiziert gegen Wasser geschützt. Auch verwendet Samsung nun eine neue Aluminiumlegierung, durch die der Rahmen 10 % widerstandsfähiger wird.

### Kamera und Display
Das Galaxy Z Fold3 hat ein Kameraelement auf der Rückseite mit einer 12-Megapixel-Ultraweitwinkelkamera, 12-Megapixel-Hauptkamera und 12-Megapixel-Telekamera. Es verfügt des Weiteren über eine 10-Megapixel-Frontkamera außen und innen über eine 4-Megapixel-Frontkamera unter dem Display. Das Foldable verfügt über ein 7,6 Zoll großes Display im Inneren und ein 6,2 Zoll großes Display außen. Beide haben eine Bildwiederholrate von 120 Hertz.

### Leistung und Akku
Im Galaxy Z Fold3 ist als Prozessor der Qualcomm Snapdragon 888 verbaut, dazu kommen 12 GB Arbeitsspeicher. Der Akku verfügt über eine Kapazität von 4400 mAh. Das Galaxy Z Fold3 kann kabellos und kabelgebunden geladen werden.

### Software und sonstiges
Das Galaxy Z Fold3 wurde mit Android 11 vorgestellt. Samsung garantiert drei Jahre Softwareupdates und vier Jahre Sicherheitsupdates. Das Galaxy Z Fold3 unterstützt den Mobilfunkstandard 5G. Entsperrt werden kann das Foldable mit einem im Power-Button integrierten Fingerabdrucksensor. Außerdem kann es als erstes Foldable von Samsung auch mit dem Stylus S-Pen bedient werden.